# Забайкальские фамилии

Забайкальские фами́лии — группа фамилий русских родов, местом проживания которых является Забайкалье — современные Забайкальский край и Республика Бурятия. Отчасти являются родственными друг другу по происхождению и вследствие породнения. По месту происхождения делятся на следующие группы:
1. Коренные фамилии местных аборигенов — тунгусов, бурят и эвенков, среди которых выделяется фамилия верховных князей тунгусов (эвенков) — Гантимуровых.
2. Фамилии русских переселенцев — забайкальских казаков, в основном, сибирского происхождения, а также забайкальских староверов — семейских.

## Известные фамилии (год первого упоминания)

### А
- Абросимовы
- Алексеевы
- Алемасовы
- Ангарские
- Анисимовы
- Аноховы
- Антипьевы
- Антроповы
- Апрелковы — 1679
- Аранжуровы
- Арташенко
- Артемьевы
- Аршинские — 1598 (литовская фамилия, представители которой были знатными служилыми людьми в Сибири, XVI—XVIII столетия. Павел А. был в числе «тобольских людей Литвы», сопровождавших в Москву (1598) пленное семейство сибирского царя Кучума; родоначальник фамилии тобольских служилых людей «литвин» Павел (Оршинский, Аршинский) был родом из-под Орши в Белоруссии (тогда — Великое княжество Литовское) [Резун Д. Я. Родословная сибирских фамилий: История Сибири в биографиях и родословных. — Новосибирск: ВО Наука, Сибирская издательская книга. — 1993 г. — 250 с.]. АРШИНСКІЙ, Данило Даниловичъ. Въ 1668 показанъ ротмистромъ въ Тобольскѣ по Литовскому списку. До того времени служилъ онъ сыномъ боярскимъ въ г. Тарѣ, и въ 1641 посыланъ былъ головою съ служилыми Татарами на Сибирскихъ Царевичей. Въ 1669 онъ сдѣланъ былъ начальникомъ въ Дауріи (воеводою въ г. Нерчинскѣ), мѣсто, по тогдашнему времени весьма важное [Энциклопедическій Лексиконъ. Санктпетербургъ: тип. А. Плюшара, 1835—1841. Т. I—XVII. Томъ III: «АРА—АѲО»])

- Астафьевы
- Астраханцевы

### Б
- Баженовы
- Бакшеевы
- Балябины
- Банщиковы
- Барабанщиковы
- Барановы
- Башуровы
- Бейтоны (потомки А. И. Бейтона, фон Бейтона)
- Белокопытовы
- Белокрыловы — 1710 (Илья Федоров сын Белокрылов, пашенный крестьянин. Урульгинская слобода)
- Беломестновы
- Бельские
- Беляевы
- Березины
- Бессоновы
- Болоневы
- Боробовы
- Бородины
- Бочкаревы
- Бочкаренковы
- Бродовиковы
- Бронниковы
- Бубновы
- Базаровы
- Будаевы
- Будины
- Бутины
- Бухольцевы (потомки И. Д. Бухгольца, а также потомки его крёстных детей)
- Буяновы
- Былковы
- Бянкины

### В
- Васеевы
- Васильевы
- Ваулины
- Ваунины
- Венедиктовы
- Верещагины — 1686
- Вертипраховы
- Верхотуровы — 1686
- Вишняковы
- Власевские
- Волгины
- Волковы
- Вологдины — 1685 (Андрей Вологда, конной казак. Нерчинск)
- Волокитины
- Воробьевы
- Всеволожские
- Вырупаевы
- Выскубовы
- Высоцкие

### Г
- Гагаркины
- Гантимуровы
- Гармаевы
- ((Гладких))
- Глотовы
- Голых
- Гончаровы
- Гордеевы - 1699 (Константин Гордеев, 1661 года рождения, рядовой конный казак, Нерчинск)
- Госьковы
- Григорьевы
- Грудинины
- Гурулёвы
- Гусевские
- Гусевы
- Гусляковы
- Гагарины

### Д
- Дедюхины (Дидюхины)
- Деревцовы
- Димовы
- Добрынины
- Домаевы (Ревизии от 1816 г. один из семи родов нерчинских тунгусов: род Перво-дулигатского десятника Баканчи Домаева)
- Дулеповы
- Дьяконовы
- Дутовы
- Доржижаповы

### Е
- Евсюковы
- Елгины (Ёлгины)
- Ериловы-упоминание о Ериловых появляется в 1685, 1689, 1699. А именно, о Матвее Ивановиче Ерилове (~1641-12.10.1772 (01.10)); промышленном человеке, который в 1672 году подал прошение о призыве в казаки, заручившись поддержкой ещё девятерых казаков. Указанные упоминания отражены в документах Нерчинского архива Забайкальского края, среди которых он обозначен как конный казак.
- Ермолины
- Ефимовы
- Епифанцевы

### Ж
- Журавлёвы

### З
- Забелины
- Забурины
- Загузины (Яков Загузин, Селенгинск, 1717, также есть информация о новокрещенных Загузиных в Селенгинском уезде в начале XIX века)
- Зайцевы
- Зарубины
- Зимины
- Зубовы
- Зыряновы
- Зябликовы

### И
- Исуповы
- Ивачевы

### К
- Казановы
- Казаковы
- Калаганские
- Калмыковы
- Кандинские
- Канпинские
- Капустины
- Карбаиновы
- Каргины
- Карпины
- Катанаевы
- Кибиревы (1687)
- Киргизовы
- Кирпишниковы (1685)
- Клинниковы
- Ключевские
- Кобылкины
- Кожины
- Козулины
- Колмыковы
- Колобовы
- Колотовкины
- Комогорцевы
- Конадовы
- Кондратьевы
- Кореневы
- Корякины
- Косяновы
- Котельниковы
- Котовщиковы
- Кривоноговы
- Кривоносовы
- Кузнецовы
- Куйдины
- Куклины
- Курбетьевы
- Кучины
- Куфаревы
- Коломины
- Кармадоновы
- Калашниковы

### Л
- Лагуновы
- Ладыженские
- Лазаревы
- Лапушинские
- Ларионовы
- Лихановы
- Лоншаковы — 1685 (Григорий Лоншаков, сын боярский, Нерчинск)
- Лошаковы
- Лысковские
- Лапердины

### М
- Маковеевы
- Максимовы
- Макушевы
- Малых
- Маркедоновы
- Мариловцевы
- Марковы
- Мартюшевы
- Машуковы
- Матафоновы
- Метелевы
- Метелкин — 1685 (Иван Метелкин, конный казак, Нерчинск)
- Мещенковы
- Миловановы — 1685 (Игнатий Милованов, сын боярский, Василий Милованов, десятник, Нерчинск)
- Михеевы — 1685 (Трофим Михеев, конный казак. Нерчинск)
- Многогрешные (потомки Демьяна Многогрешного)
- Монтьевы
- Морогины
- Морозовы
- Москвитины
- Мунгаловы — 1687, Артем Мунгал, толмач Албазинского острога. Столбец Сибирского приказа за № 1044/7089.
- Мурзины
- Мыльниковы — 1685 (Андрей Мыльник, конный казак, Нерчинск)
- Малышевы

### Н
- Наделяевы
- Назаковы
- Назимовы
- Некипеловы
- Никитины
- Никифоровы — «В 1693 году через Читинскую слободу проезжал секретарь русского посольства в Китае Адам Брант… . В это время приказчиком Читинской слободы был Иван Бузунов. Под его начальством было шесть конных казаков: Фёдор Зиновьев, Иван Сидоров, Ананий Никифоров, Василий Молоков, Иван Грамотка, Григорий Кайдалов и пеший казак Алексей Добрынин. Эти семь казаков и были первыми поселенцами будущего города Читы.» (История Забайкалья. АВ Константинов, НН Константинова,Чита-2002 .стр.73.)
- Новокрещеных
- Новопашины
- Номоконовы
- Носыревы — 1686
- Николаевы
- Найдёновы

### О
- Окладниковы
- Остолоповы
- Овчинниковы-1725
- Озеровы
- Овсянниковы

### П
- Пакуловы
- Пальцевы
- Пановы
- Пельменевы — 1719 (Артемий Пельменев, пашенный крестьянин, Ундинская слобода)
- Перебоевы
- Пестеревы
- Петровы
- Петуховы
- Пешковы — 1675 год, конный казак Василий Пешков (старший) сообщает Спафарию о Сахалине, 1685 год конный казак Нерчинского острога Федор Иванович Пешков. Родственники: в 1686 году с братом, промышленным человеком Матвеем Кузьминым на их соболинном промысле, на Олекме — реке. В 1689 году Федор Пешков пятидесятник царского посольского полка. В дальнейшем Сын боярский нерчинский I статьи. Служилый Семен Иванович Пешков в 1725 году вышел на пенсию из Разрядного (тайного) стола. Посадский Михаил Иванович Пешков.
- Пинюгины
- Пичуевы
- Плотниковы — 1699 Нерчинский Острог, Агапит Плотников, пятидесятник, сын боярский.
- Плюснины — 1686
- Пляскины
- Подойницыны
- Подшиваловы
- Полуполтинных
- Поповы
- Поляковы
- Пушкарёвы
- Пузыревы
- Пыхаловы
- Пьянниковы

### Р
- Раздобреевы
- Размахнины
- Рахманины
- Редровы
- Родионовы
- Рукосуевы — фамилия была зафиксирована в Пермской губернии в 1711 году; в Новгородской летописи граждан, приехавших на ярмарку в середине XIV века; в Красноярском крае до 1720 года.
- Рюмкины
- Рязанцевы
- Рженевы

### С
- Саватеевы
- Савины
- Саломатовы
- Самодуровы
- Самойловы
- Сапожниковы
- Сафоновы
- Сафроновы
- Сараевы
- Сверкуновы
- Седых
- Селины
- Семёновы
- Семибратовы
- Сенотрусовы — 1675
- Скосырские
- Скрипкины
- Слепковы
- Смирновы
- Соловьевы
- Соломины
- Сорокины
- Соснины
- Старицыны
- Сафянниковы
- Стрельниковы
- Судаковы
- Сутурины
- Сюсины
- Свешниковы

### Т
- Таракановские
- Таскаевы
- Ташлыковы
- Титовы
- Тихоновы
- Тихоньких
- Токмаковы
- Толстихины
- Томских
- Тонких
- Топорковы
- Труневы
- Трухины
- Туркины
- Турушевы ревизская сказка 1763 год крестьянин Кукунского селения Турушев Клим Михайлович
- Торкуновы
- Труневы
- Тугариновы

### У
- Уваровские
- Улыбины
- Устиновы
- Ушаковы

### Ф
- Филипповы

### Ч
- Черепановы
- Чипизубовы
- Чистяковы
- Чугуевские
- Чупровы
- Чукмасовы
- Чумутины
- Чепаловы

### Ш
- Шадрин — Степан Шадрин 1699 пятидесятник
- Шалбецкие
- Шараповы
- Швецовы
- Шестаковы — 1699 Итанцынские, оклад 8 руб. сын боярской Леонтий Шестаков.
- Шехиревы
- Шелопугины
- Шемелины
- Шильниковы
- Шишкины
- Шишмаревы
- Шкляровы
- Шмакотины
- Щербаковы
- Шипицыны
- Шубины
- Шурины

### Х
- Хлуденевы
- Хоботовы

### Э
- Эповы (Еким Епов, разночинец Читинского острога ок. 1719)

### Ю
- Юдины- 1685 (Карп Юдин, конный казак. Нерчинск)

### Я
- Ярославцевы
- Якимовы - Федосей Якимов, 1679 года рождения, крестьянин многодетный, переведён из города Томск в 1726 году в деревню Верхнюю Вереинскую (на реке Аргунь) при Аргунских серебряных заводах